# Вилла «Фаворита» (Порто-Мантовано)
Вилла «Фаворита» (Порто-Мантовано)  (итал. Villa «La Favorita» da Porto Mantovano) — вилла (загородный дом), построенная в Порто-Мантовано, в регионе Ломбардия, к северу от Мантуи, Италия. Построена в XVII веке как резиденция герцога Фердинанда Гонзаги Мантуанского (1587—1626). Это был последний символ богатства и власти знатного рода Гонзага. Прозвание «ла Фаворита» означает «Возлюбленная». Однако строительство легло столь тяжёлым бременем на герцогскую казну, что в конечном итоге привело к продаже в 1627 году герцогской коллекции произведений искусства. Сегодня от дворца осталась лишь основа, которая используется в качестве небольшого отеля.

## История
Вилла «Ла Фаворита» была построена между 1615 (или 1613) и 1624 годами герцогом Фердинандом Гонзагой, который намеревался переместить сюда свой двор из дворца в центре Мантуи.
Вилла построена на окраине города, но не слишком далеко, на берегу одного из озёр, окружающих город. Герцогский архитектор Николо Себрегонди разработал проект и отвечал за надзор за строительством. Дворец был последней великой резиденцией Гонзаги и представлял собой грандиозное сооружение в стиле барокко.
Герцог собрал на своей вилле значительную коллекцию произведений искусства. Однако расходы на строительство привели к тому, что в 1627 году, через год после смерти герцога, его коллекция была продана английскому королю Карлу I.

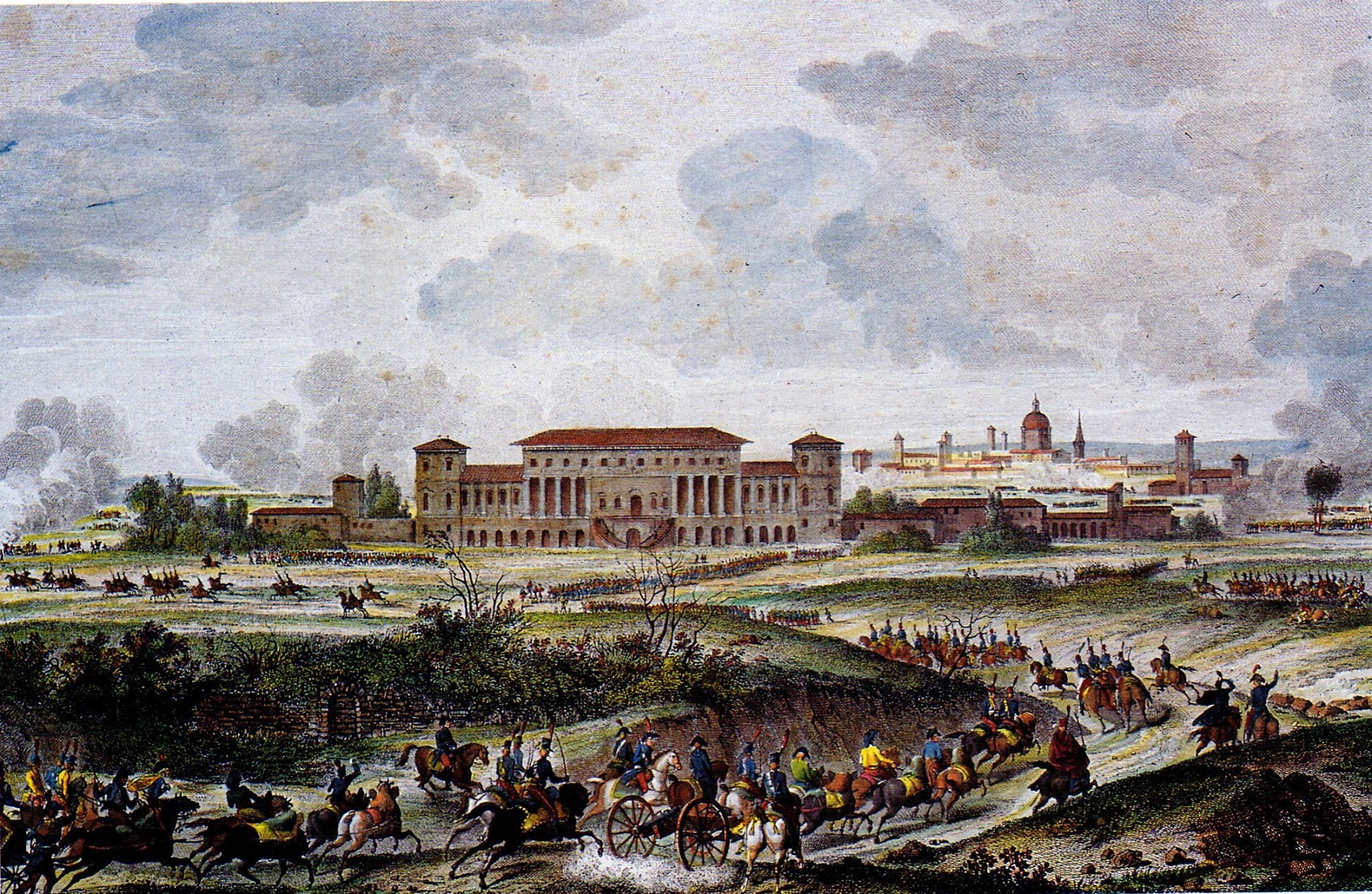
«Битва Фавориты». Раскрашенная гравюра по картине К. Верне

Во время войны за мантуанское наследство в 1630 году город Мантуя был осаждён и разграблен. После этого герцогство быстро погрузилось в кризис, и семья Гонзага была вынуждена продать всё своё имущество. В XVIII веке Мантуя вошла в состав Австрийской империи.
Вилла сыграла значительную роль в истории во время французского завоевания Мантуи в 1796 году. Дворец использовался в качестве оборонительного оплота австрийцами, контролировавшими в то время Мантую. Французская армия под предводительством Наполеона Бонапарта осадила город, а вокруг дворца произошло решающее сражение под названием Battaglia della Favorita («Битва Фавориты»). Французы вышли победителями, и эта битва положила начало последующему упадку дворца.
После завоевания города французами дворец был продан, а затем использовался для многих целей. Во время Первой мировой войны он был подожжён и частично разрушен. Остатки виллы отреставрированы и используются в качестве отеля.